# Homohadena tenuistriga
Homohadena tenuistriga är en fjärilsart som beskrevs av Mcdunnough 1940. Homohadena tenuistriga ingår i släktet Homohadena och familjen nattflyn. Inga underarter finns listade i Catalogue of Life.